# Уоштъно (окръг, Мичиган)
Окръг Уоштъно (на английски: Washtenaw County) е окръг в щата Мичиган, Съединени американски щати. Площта му е 1873 km², а населението - 322 895 души (2000). Административен център е град Ан Арбър.